# 柳好貞
柳好貞（韓語：유호정，1969年1月24日—），韓國女演員。丈夫為演員李在龍。

## 演出作品

### 電視劇
- 1991年：MBC《垂頭喪氣的人》
- 1993年：MBC《我們的天堂》
- 1994年：MBC《告別》
- 1995年：KBS《風火魚道》
- 1996年：KBS《銀河水》
- 1996年：MBC《蘋果花飄香》
- 1997年：KBS《草原之光》
- 1997年：KBS《走向暴風》
- 1997年：KBS《人生的選擇》
- 1998年：KBS《謊言》
- 1999年：KBS《天使之吻》
- 1999年：SBS《青春陷阱》
- 2002年：KBS《太陽人李濟馬》
- 2003年：MBC《前屋女子》
- 2003年：KBS《迷迭香》
- 2004年：KBS《浪漫满屋》飾演 婚禮賓客
- 2006年：KBS《感謝人生》
- 2006年：MBC《可惡的女人們》飾演 宋美珠
- 2007年：MBC《蘿蔔泡菜》飾演 俞恩浩
- 2009年：SBS《相愛不易》飾演 吳雪蘭
- 2010年：SBS《鄰居冤家》飾演 尹智英
- 2011年：Channel A《天上的花園熊背嶺》飾演 鄭在仁
- 2013年：MBC《愛能給別人嗎》飾演 鄭友珍
- 2015年：SBS《聽到傳聞》飾演 崔延希

### 電影
- 1998年：《First Kiss》（客串）
- 2000年：《散步》（客串）
- 2002年：《醉畫仙》
- 2011年：《阳光姐妹淘》
- 2016年：《你的名字叫薔薇》飾演 洪薔薇